# Gare de La Guierche
Gare de La Guierche vasútállomás Franciaországban, La Guierche településen.

## Vasútvonalak
Az állomást az alábbi vasútvonalak érintik:
- Le Mans–Mézidon-vasútvonal

## Kapcsolódó állomások
A vasútállomáshoz az alábbi állomások vannak a legközelebb:
- Gare de Neuville-sur-Sarthe
- Gare de Montbizot